# Langstaarttiran
De langstaarttiran (Colonia colonus) is een zangvogel uit de familie Tyrannidae (tirannen).

## Verspreiding en leefgebied
Deze soort komt voor van Honduras tot Argentinië en telt vijf ondersoorten:
- C. c. leuconota: van zuidoostelijk Honduras tot westelijk Colombia en westelijk Ecuador.
- C. c. fuscicapillus: van centraal Colombia tot noordelijk Ecuador en noordoostelijk Peru.
- C. c. poecilonota: zuidoostelijk Venezuela en de Guyana's.
- C. c. niveiceps: zuidoostelijk Ecuador, Peru en noordelijk Bolivia.
- C. c. colonus: centraal en oostelijk Brazilië, oostelijk Paraguay en noordoostelijk Argentinië.